# 姥ケ山
- 日本 > 新潟県 > 新潟市 > 中央区 (新潟市) > 姥ケ山
- 日本 > 新潟県 > 新潟市 > 江南区 (新潟市) > 姥ケ山

姥ケ山（うばがやま）は、新潟県新潟市中央区および江南区の町字。現行行政地名は姥ケ山一丁目から姥ケ山六丁目と大字姥ケ山で、大字姥ケ山の一部は江南区に属する。住居表示は一丁目から六丁目が実施済み区域、大字が未実施区域。郵便番号は950-0923。

## 概要
1889年（明治22年）から現在までの大字。及び1985年（昭和60年）から現在までの町名。鳥屋野潟南部の低い砂丘上に位置する。
もとは1889年（明治22年）まであった姥ヶ山新田の区域の一部で、地名の由来については、鳥屋野に滞留中の親鸞のもとに熱心に通う老婆の信心深さに感心した親鸞が、老婆の住む家の一帯を「姥ヶ山」と名付けたという伝承が残る。

### 隣接する町字
北から東回り順に、以下の町字と隣接する。
- 中央区京王
- 中央区山二ツ
- 江南区鵜ノ子
- 中央区鵜ノ子
- 中央区亀田早通
- 中央区美の里
- 中央区亀田早通
- 江南区亀田早通
- 江南区長潟
- 中央区長潟
- 中央区南長潟
- 中央区長潟
- 中央区弁天橋通

## 歴史
1629年（寛永6年） : 鍋潟新田を親村として開発。

### 分立した町字
1889年（明治22年）以後に、以下の町字が分立。
弁天橋通 （べんてんばしどおり）
1985年（昭和60年）に、姥ケ山の一部が改称してできた町名。地名は弁天橋にちなむ。
京王 （けいおう）
1985年（昭和60年）に、姥ケ山の一部が改称してできた町名。地名は宅地開発した京王不動産にちなむ。
高志 （こうし）
1985年（昭和60年）に、姥ケ山の一部が改称してできた町名。地名は新潟市立高志高等学校にちなむ。
美の里 （みのり）
1985年（昭和60年）に、姥ケ山の一部が改称してできた町名。地名は団地名にちなむ。

### 年表
- 1889年（明治22年）4月1日 : 合併により山潟村の大字となる。当初は姥ヶ山新田と称した。
- 1901年（明治34年）11月1日 : 合併により石山村の大字となる。
- 1943年（昭和18年）5月3日  : 合併により新潟市の大字となる。
- 1985年（昭和60年） : 一部が姥ケ山1～6丁目となる
- 2007年（平成19年）4月1日 : 新潟市の政令指定都市移行により、中央区及び江南区の大字となる。

## 世帯数と人口
2018年（平成30年）1月31日現在の世帯数と人口は以下の通りである。
| 区     | 大字・丁目   | 世帯数    | 人口    |
| ------ | ------------ | --------- | ------- |
| 江南区 | 姥ケ山       | 0世帯     | 0人     |
| 中央区 | 姥ケ山       | 73世帯    | 92人    |
| 中央区 | 姥ケ山一丁目 | 164世帯   | 358人   |
| 中央区 | 姥ケ山二丁目 | 403世帯   | 966人   |
| 中央区 | 姥ケ山三丁目 | 183世帯   | 405人   |
| 中央区 | 姥ケ山四丁目 | 397世帯   | 907人   |
| 中央区 | 姥ケ山五丁目 | 281世帯   | 646人   |
| 中央区 | 姥ケ山六丁目 | 275世帯   | 612人   |
| 計     | 計           | 1,776世帯 | 3,986人 |

## 小・中学校の学区
市立小・中学校に通う場合、学区は以下の通りとなる。
| 区     | 大字・丁目   | 番地 | 小学校               | 中学校             |
| ------ | ------------ | --- | -------------------- | ------------------ |
| 江南区 | 姥ケ山       | 10番地2〜3、13番地2〜3 14番地8～11・13・15 15番地1〜2・4、38番地2・4 41番地～43番地9 44番地12～15・17・19 | 新潟市立山潟小学校   | 新潟市立山潟中学校 |
| 江南区 | 姥ケ山       | 526番地2・4・6、527番地1 528番地5・14・16・18 529番地～530番地1 532番地～534番地9 | 新潟市立桜が丘小学校 | 新潟市立山潟中学校 |
| 中央区 | 姥ケ山       | 266〜267番地、269～283番地 308～333番地、352～384番地 410～463番地、486～499番地 500番地～526番地1・3・5 528番地1～4・6・9～12 534番地10～558番地、689〜690番地 694番地、1637番地 1640番地2、1651番地 1700番地 | 新潟市立桜が丘小学校 | 新潟市立山潟中学校 |
| 中央区 | 姥ケ山       | 1番地～10番地1・4、11番地1 14番地1～7・12・14・16 15番地5、19番地～38番地1・3・5 39番地～40番地3、44番地1～11・16・18 45～65番地、76～120番地 168～176番地                                                     | 新潟市立山潟小学校   | 新潟市立山潟中学校 |
| 中央区 | 姥ケ山一丁目 | 全域 | 新潟市立山潟小学校   | 新潟市立山潟中学校 |
| 中央区 | 姥ケ山二丁目 | 全域 | 新潟市立山潟小学校   | 新潟市立山潟中学校 |
| 中央区 | 姥ケ山三丁目 | 全域 | 新潟市立桜が丘小学校 | 新潟市立山潟中学校 |
| 中央区 | 姥ケ山四丁目 | 全域 | 新潟市立桜が丘小学校 | 新潟市立山潟中学校 |
| 中央区 | 姥ケ山五丁目 | 全域 | 新潟市立桜が丘小学校 | 新潟市立山潟中学校 |
| 中央区 | 姥ケ山六丁目 | 全域 | 新潟市立桜が丘小学校 | 新潟市立山潟中学校 |

## 交通
域内を南北に国道49号亀田バイパスが通過し、姥ヶ山インターチェンジが設置されているほか、姥ケ山の南端を通過する日本海東北自動車道の新潟亀田インターチェンジは、敷地の一部が江南区姥ケ山にかかっている（亀田バイパスと連絡）。また、東西に新潟県道290号曽野木一日市線が通過している。